# 催眠 (ラーシュ・ケプレル)
『催眠』（さいみん、典: Hypnotisören ）は、ラーシュ・ケプレル著によるスウェーデンを舞台にしたミステリーである。

## あらすじ
トゥンバの運動場のトイレで清掃員がトゥンバ高校教員の刺殺体を発見した。警察が身元を確認して被害者宅に赴くと、屋内で被害者の妻、末娘が惨殺され、息子のヨセフ・エークは刺創を負い瀕死の状態であった。この家族にはもう一人娘がいることから、その身柄を早急に確保する必要を迫られたリンナ警部は、催眠療法で著名なカロリンスカ医科大学の精神科医のエリック・マリア・バルク医師に援助を要請した。
過去の事件から催眠療法を封印していたバルク医師であったが、事件の緊急性に鑑みヨセフに催眠をかけたところ、犯人はヨセフ自身で、その動機には姉のエヴェリンが関係していることが判明した。エヴェリンの身柄を確保し尋問した結果、ヨセフの犯行動機も明らかになり、父親の殺人現場からヨセフに繋がる物的証拠も発見された。
意識を回復したヨセフは、催眠療法を施したバルクを恨み、病院を脱走した。それと時を同じくして、バルクの息子のベンヤミンが誘拐された。

## 登場人物
エリック・マリア・バルク
カロリンスカ医科大学の精神科医
シモーヌ
エリックの妻で画廊経営者
ベンヤミン
エリックとシモーヌの息子
ヨセフ・エーク
一家惨殺事件で生き残った少年
エヴェリン
ヨセフの姉
ケネット・ストレング
シモーヌの父親で元刑事
ヨーナ・リンナ
スウェーデン国家警察の警部